# Nachingwea (Distrikt)
Nachingwea ist ein Distrikt in der tansanischen Region Lindi mit dem Verwaltungssitz in der Stadt Nachingwea. Der Distrikt grenzt im Norden an den Distrikt Liwale, im Osten an den Distrikt Ruangwa, im Süden an die Region Mtwara und im Westen an die Region Ruvuma.

## Geographie
Der Distrikt hat eine Größe von 7070 Quadratkilometer und 233.655 Einwohner (Volkszählung 2022). Das Land liegt in einer Höhe von 200 bis 900 Meter über dem Meer und ist großteils Savannenland. Die Flüsse Lionja, Lukuledi, Kihatu und Mbwemkuru sind temporäre Flüsse, die nur in der Regenzeit Wasser führen. Das Klima ist tropisch, Aw nach der effektiven Klimaklassifikation. Es gibt eine Regenzeit von November bis Mai, in der 800 bis 1000 Millimeter Niederschlag fallen. Die Monate Juni bis September sind sehr trocken mit weniger als zehn Millimeter Regen im Monat. Die Temperatur liegt zwischen 25 und 31 Grad Celsius, wobei es in der Trockenzeit kühler und im November am heißesten ist.

## Geschichte
Der Name „Nachingwea“ stammt von einem lokalen Baum mit dem Namen Nngwea. Der Distrikt wurde im Jahr 1984 gegründet.

## Verwaltungsgliederung
Nachingwea ist in 36 Bezirke (Wards) gegliedert:
- Boma
- Chiola
- Chiumbati Shuleni
- Kiegei
- Kilimanihewa
- Kilimarondo
- Kipara Mnero
- Kipara Mtua
- Lionja
- Marambo
- Matekwe
- Mbondo
- Mchonda
- Mitumbati
- Mkoka
- Mkotokuyana
- Mnero Miembeni
- Mnero Ngongo
- Mpiruka
- Mtua
- Nachingwea Mjini
- Naipanga
- Naipingo
- Namapwia
- Namatula
- Nambambo
- Namikango
- Nang'ondo
- Nangowe
- Nditi
- Ndomoni
- Ngunichile
- Raha leo
- Ruponda
- Stesheni
- Ugawaji

| Die Bevölkerung verdoppelte sich von der Volkszählung 1988 bis 2022: \| Volkszählung \| Einwohner \| \| ------------ \| --------- \| \| 1988 \| 117.473 \| \| 2002 \| 161.473 \| \| 2012 \| 178.464 \| \| 2022 \| 233.655 \| Von den über Fünfjährigen sprachen beinahe zwei Drittel Swahili, sechs Prozent Englisch und Swahili. Mit unter dreißig Prozent hatte der Distrikt die niedrigste Analphabetenrate in der Region (Stand 2012). - Bildung: Im Distrikt gibt es 106 Grundschulen und 27 weiterführende Schulen. - Gesundheitswesen: Für die medizinische Betreuung der Bevölkerung stehen zwei Krankenhäuser, zwei Gesundheitszentren und 38 Apotheken zur Verfügung. | Die zur Anzeige dieser Grafik verwendete Erweiterung wurde dauerhaft deaktiviert. Wir arbeiten aktuell daran, diese und weitere betroffene Grafiken auf ein neues Format umzustellen. (Mehr dazu) |
| Volkszählung | Einwohner |
| 1988 | 117.473 |
| 2002 | 161.473 |
| 2012 | 178.464 |
| 2022 | 233.655 |

| - Landwirtschaft: Die Landwirtschaft ist der wichtigste Wirtschaftszweig, er macht neunzig Prozent der Wirtschaftsleistung des Distriktes aus. Die Hauptanbauprodukte sind Mais, Maniok, Reis, Hirse, Erbsen, Cashewnüsse und Sesam. Während die meisten Früchte für den Eigenbedarf sind, werden Cashewnüsse und Sesam für den Verkauf angebaut. Die Anbaufläche und der Ertrag für die Cashewnüsse stiegen in der Zeit von 1995 bis 2010 stark an. In der Saison 2017/2018 wurden 21.688 Tonnen Cashewnüsse im Distrikt produziert. Der Großteil der Landwirtschaft wird saisonal betrieben, der Anbau findet witterungsbedingt im Herbst und im Frühling statt. Ein geringer Teil der Fläche wird bewässert, sodass ein Anbau das ganze Jahr über möglich ist. Von den 48.000 Haushalten im Jahr 2012 hielt beinahe die Hälfte auch Nutztiere. Hauptsächlich wurden Hühner gehalten, aber auch Rinder und Ziegen. - Straßen: Es gibt keine Nationalstraße im Distrikt. Die wichtigsten Distriktstraßen sind die beiden Verbindungen nach Lindi, eine über Nanganga, die andere über Masasi. | Die zur Anzeige dieser Grafik verwendete Erweiterung wurde dauerhaft deaktiviert. Wir arbeiten aktuell daran, diese und weitere betroffene Grafiken auf ein neues Format umzustellen. (Mehr dazu) |

## Sonstiges
Erdnüsse wurden bereits im Jahr 1947 von südafrikanischen und britischen Siedlern nach Nachingwea gebracht. Sie wurden auf 17 großen Farmen im Distrikt kultiviert, was viele Siedler anzog. Es wurde sogar eine Bahnlinie gebaut, um die Erdnüsse zum Hafen Mtwara zu transportieren. Proteste der Einheimischen trugen zum Niedergang des Anbaus bei und im Jahr 1962 wurde die Bahnlinie eingestellt.